# Des-Moines-Klasse
Die Des-Moines-Klasse war die letzte Klasse Schwerer Kreuzer der US Navy. Die Schiffe waren für die neuentwickelten vollautomatischen 203-mm-Geschütze (Typbezeichnung 8"/55 R.F. Mk. 16) entworfen und gebaut worden. Diese Geschütze machten sie zu den kampfkräftigsten jemals gebauten schweren Kreuzern.

## Vorgeschichte
Die amerikanische Marine war von jeher mit der geringen Feuergeschwindigkeit (Kadenz) der 203-mm-Geschütze ihrer Schweren Kreuzer unzufrieden. Diese erwiesen sich insbesondere bei den als schnelle Bewegungsgefechte geführten Nachtgefechten während des Feldzuges bei den Salomoneninseln (siehe Schlacht um Guadalcanal) als Nachteil. In der Folge erhielt der Bau Leichter Kreuzer Priorität, die mit 152-mm-Geschützen hoher Kadenz ausgerüstet waren. Außerdem wurde die Entwicklung vollautomatischer Geschütze der Kaliber 152 mm und 203 mm vorangetrieben. Erste Überlegungen hierfür gab es bereits 1937.
Es war geplant, bereits einen Teil der Schiffe der Baltimore-Klasse (nämlich die auch als Oregon-City-Klasse bezeichneten Schiffe CA-123 bis CA-138) mit dem neuen Geschütz auszurüsten. Aus Gewichtsgründen wären aber nur Doppeltürme möglich gewesen, so dass Mitte 1943 entschieden wurde, eine neue Schiffsklasse als Träger dieser Waffen zu bauen – die neuen Geschütze standen dann ohnehin erst Ende 1945 zur Verfügung. Dies war die Des-Moines-Klasse, von der ursprünglich zwölf Schiffe geplant wurden. Es wurden jedoch nur drei Schiffe fertiggestellt. Für die USS Dallas (CA-140) erfolgte die Kiellegung am 15. Oktober 1945, der Bau wurde aber abgebrochen. Die übrigen Schiffe (Kennungen CA-141 bis CA-143 und CA-149 bis CA-153) wurden vom Bau suspendiert.
Parallel zur Des-Moines-Klasse wurden die Leichten Kreuzer der Worcester-Klasse mit vollautomatischen 152-mm-L/47-Geschützen entwickelt.

## Technik

### Schiffsmaße
Die Schiffe hatten eine Gesamtlänge von 218,40 m und eine Kielwasserlinie von 213,40 m. Die Breite betrug 23,30 m und der Tiefgang 6,70 m. Die Verdrängung lag zwischen 17.255 tn.l. und 20.934 tn.l.

### Antrieb
Die Schiffe waren mit vier General-Electric-Dampfturbinen ausgestattet, die jeweils eine Welle antrieben und insgesamt 120.000 Shp (88.260 kW) entwickelten, mit der sie eine Höchstgeschwindigkeit von 33 Knoten (61 km/h) erreichte. Der Dampf wurde von vier Babcock & Wilcox-Wasserrohrkesseln mit einer Arbeitstemperatur von 454 Grad und bei einem Druck von 42 bar geliefert. Die Schiffe konnten maximal 3.006 tn.l. Heizöl mitführen, was ihnen bei 15 Knoten (27 km/h) eine Reichweite von 10.500 Seemeilen (19.446 km) ermöglichte. Die Besatzung des Schiffes bestand aus 1799 Offizieren und Mannschaft.

### Panzerung
Die Des-Moins-Klasse hatte einen Panzergürtel aus Krupp-Zementstahl, der sich von der vorderen bis zur hinteren Barbette erstreckte. Er war 152 mm dick und verjüngte sich an seiner unteren Kante auf 102 mm. Zusammen mit 127 mm starken Querschotten bildete er die gepanzerte Zitadelle. Die horizontale Panzerung bestand aus zwei gepanzerten Decks mit einer Dicke von 114 mm. Die Barbetten der Hauptbewaffnung waren 161 mm dick. Die darüber liegenden Türme waren zwischen 50 und 203 mm dick. Der Kommandoturm war mit 101 mm bis 165 mm gepanzert. Insgesamt wog die Panzerung etwa 2.200 Tonnen.

### Bewaffnung

#### Hauptbewaffnung
Die Hauptbewaffnung bestand aus neun 203-mm-Geschützen in drei Drillingstürmen. Die Türme befanden sich vor und hinter den Aufbauten. Die 11.178 mm langen Geschütze hatten einen Seitenrichtbereich von 300 Grad. Die Kanonen selbst wogen jeweils 16,68 tn.l. und hatten bei einer maximalen Elevation von 41° und einer Mündungsgeschwindigkeit von 762 m/s eine Reichweite von 27.480 m. Sie verschossen 118 bis 152 kg schwere Granaten mit einer Kadenz von etwa zehn Schuss pro Minute. Die seitliche Ausrichtung erfolgte hydraulisch durch einen 93-kW-Motor mit einer Geschwindigkeit von 5° pro Sekunde. Die Erhöhung und Absenkung der Rohre erfolgte ebenfalls hydraulisch durch jeweils drei 18-kW-Motoren mit einer Geschwindigkeit von 8,2° pro Sekunde. Die Ansetzer wurden mit drei 26-kW-Motoren aus- und eingefahren. Die Munitionsaufzüge wurden von drei 14- bzw. 11-kW-Motoren gesteuert.

#### Sekundärbewaffnung
Die Sekundärbewaffnung bestand aus zwölf 127-mm-Mehrzweckgeschützen in sechs Mk-28-Doppellafetten mit einem Gewicht von 75,7 tn.l. Die Geschütze hatten einen Seitenrichtbereich von 160 Grad. Die Kanonen hatten bei einer maximalen Elevation von 85° und einer Mündungsgeschwindigkeit von 792 m/s eine Reichweite von 11.340 m. Sie verschossen 25 kg schwere Granaten mit einer Kadenz von etwa 15 bis 22 Schuss pro Minute.

#### Flugabwehr
Die Schiffe der Des-Moines-Klasse verfügten über vierundzwanzig 76-mm-Flugabwehrgeschützen in zwölf Zwillingslafetten. Jeweils acht befanden sich mittschiffs an Back- und Steuerbord und zwei am Bug und Heck. Die Kanonen hatten eine Länge von 3.816 mm und ein Gewicht von je 798 kg. Bei einer Elevation von 43° und einer Mündungsgeschwindigkeit von 823 m/s hatten die Geschütze eine maximale Reichweite von 13.340 m. Die Gipfelhöhe betrug bei gleicher Mündungsgeschwindigkeit und einer Erhöhung von 85° 9.080 m.

#### Feuerleitung
Die Feuerleitung für die Hauptbewaffnung bestand aus einem Mk-54-Feuerleitsystem in zwei Feuerleitständen in den vorderen und hinteren Aufbauten. Die Feuerleitstände waren jeweils mit einem Mk-13-Feuerleitradar ausgestattet. Die Sekundärbewaffnung wurde durch ein Mk-37-Feuerleitsystem in vier Feuerleitständen mit einem Mk-25-Feuerleitradar kontrolliert. Die 76-mm-Flakgeschütze waren mit einem Mk-56-Feuerleitsystem in ebenfalls vier Leitständen und mit einem Mk-35-Leitradar ausgestattet.

## Geschichte
Die Schiffe fanden häufig als Flaggschiffe, insbesondere im Mittelmeer, Verwendung. Die USS Newport News wurde mehrfach zum Küstenbeschuss vor Vietnam herangezogen.

## Einheiten
| Name                  | Bauwerft                                | Kiellegung       | Stapellauf                           | Indienststellung                     | Außerdienststellung                  | Verbleib                                                              |
| --------------------- | --------------------------------------- | ---------------- | ------------------------------------ | ------------------------------------ | ------------------------------------ | --------------------------------------------------------------------- |
| Des Moines (CA-134)   | Fore River Shipyard, Quincy             | 28. Mai 1945     | 27. September 1946                   | 16. November 1948                    | 14. Juli 1961                        | Streichung aus der Flottenliste 1. Juli 1991, 2007 abgewrackt         |
| Salem (CA-139)        | Fore River Shipyard, Quincy             | 4. Juli 1945     | 25. März 1947                        | 14. Mai 1949                         | 30. Januar 1959                      | Streichung aus der Flottenliste 1. Juli 1991; Museumsschiff in Quincy |
| Dallas (CA-140)       | Fore River Shipyard, Quincy             | 15. Oktober 1945 | Bauauftrag am 6. Juni 1946 storniert | Bauauftrag am 6. Juni 1946 storniert | Bauauftrag am 6. Juni 1946 storniert | Bauauftrag am 6. Juni 1946 storniert                                  |
| Newport News (CA-148) | Newport News Shipbuilding, Newport News | 1. Oktober 1945  | 6. März 1948                         | 29. Januar 1949                      | 27. Juni 1975                        | Streichung aus der Flottenliste 31. Juli 1978, 1993/94 abgewrackt     |